# Comuna Beceni, Buzău
Beceni este o comună în județul Buzău, Muntenia, România, formată din satele Arbănași, Beceni (reședința), Cărpiniștea, Dogari, Florești, Gura Dimienii, Izvoru Dulce, Mărgăriți și Valea Părului. Se află la 45°,38ʼ latitudine și 26°,78’longitudine. La 1 iulie 2001, comuna Beceni avea o populație de 4999 locuitori (2379 m. +2620 f.).

## Așezare
Comuna se află pe valea râului Slănic, în zona cursului mijlociu al acestuia, în Subcarpații de Curbură. Ea este traversată de șoseaua județeană DJ203K, ce urmează cursul râului Slănic, legând-o spre sud de Mărăcineni și DN2 (în dreptul podului Mărăcineni peste râul Buzău); și spre nord de Vintilă Vodă, Mânzălești și Lopătari.

## Demografie
Componența etnică a comunei Beceni
     Români (88,87%)
     Alte etnii (0,19%)
     Necunoscută (10,94%)
Componența confesională a comunei Beceni
     Ortodocși (88,73%)
     Alte religii (0,14%)
     Necunoscută (11,13%)
Conform recensământului efectuat în 2021, populația comunei Beceni se ridică la 3.630 de locuitori, în scădere față de recensământul anterior din 2011, când fuseseră înregistrați 4.403 locuitori. Majoritatea locuitorilor sunt români (88,87%), iar pentru 10,94% nu se cunoaște apartenența etnică. Din punct de vedere confesional, majoritatea locuitorilor sunt ortodocși (88,73%), iar pentru 11,13% nu se cunoaște apartenența confesională.

## Politică și administrație
Comuna Beceni este administrată de un primar și un consiliu local compus din 13 consilieri. Primarul, Adrian Burlacu[*], de la Partidul Social Democrat, este în funcție din octombrie 2020. Începând cu alegerile locale din 2024, consiliul local are următoarea componență pe partide politice:
|  | Partid                          | Consilieri | Componența Consiliului | Componența Consiliului | Componența Consiliului | Componența Consiliului | Componența Consiliului | Componența Consiliului | Componența Consiliului | Componența Consiliului | Componența Consiliului | Componența Consiliului |
|  | ------------------------------- | ---------- | ---------------------- | ---------------------- | ---------------------- | ---------------------- | ---------------------- | ---------------------- | ---------------------- | ---------------------- | ---------------------- | ---------------------- |
|  | Partidul Social Democrat        | 10         |                        |                        |                        |                        |                        |                        |                        |                        |                        |                        |
|  | Partidul Național Liberal       | 2          |                        |                        |                        |                        |                        |                        |                        |                        |                        |                        |
|  | Alianța pentru Unirea Românilor | 1          |                        |                        |                        |                        |                        |                        |                        |                        |                        |                        |

## Istorie
La sfârșitul secolului al XIX-lea, comuna Beceni era inclusă în plasa Slănic a județului Buzău și era formată din satele Beceni, Enculești, Gura Ocii, Mărgăriți, Ocea și Oilești, totalizând 730 de locuitori. În comună funcționau o școală la Beceni cu 41 de elevi (dintre care 2 fete) și o biserică. Pe actualul teritoriu al comunei Beceni funcționau atunci și comunele Gura Dimienii și Cărpiniștea, în aceeași plasă Slănic. Prima era formată din cătunele Cociobești, Dimiana, Gura Dimienii, Dogari și Florești, cu o populație totală de 1500 de locuitori, ce trăiau în 221 de case; în comuna Gura Dimienii funcționau 2 mori de apă pe Slănic și o biserică. Comuna Cărpiniștea era compusă din satele Cărpiniștea, Izvoru Dulce, Valea Părului și Valea Hotarului, având 2040 de locuitori. În comună funcționau 2 mori de apă, o școală cu 60 de elevi (dintre care 10 fete) în satul Valea Hotarului și 3 biserici.
În 1925, comuna Gura Dimienii era deja desființată și inclusă în comuna Beceni, formată acum din satele Beceni, Dogari, Enculești, Florești, Gura Ocii, Gura Dimienii, Mărgăriți și cătunele Coțobești, Ocea și Oilești, având o populație de 2514 locuitori.
În 1950, comuna Cărpiniștea a devenit reședința raionului Cărpiniștea din Regiunea Buzău, raion care a existat până în 1952, când a fost desființat, iar comunele au trecut la raionul Buzău din regiunea Ploiești. În 1968, comuna Cărpiniștea a fost desființată și inclusă în comuna Beceni, unele sate fiind comasate (satul Enculești a fost inclus în satul Beceni, satul Gura Ocii în satul Mărgăriți, satul Valea Hotarului în satul Valea Părului), iar comuna arondată din nou județului Buzău.

## Personalități născute aici
- Constantin Constantinescu-Claps (1884 - 1961), general care a luptat atât în al Doilea Război Balcanic, cât și în cele două războaie mondiale. O altă personalitate născută în comuna Beceni este antropologul Enăchescu, Theodor, doctor in medicină, fiul lui Gh. Enăchescu și al Teodorei (n. Beșliu). Acesta a venit pe lume la 22 aprilie 1919, în colonia Arbănași. Este co-fondator al Societății Antropologice din București. A fost , de asemenea, secretar fondator al Comitetului Național de Antropologie și Etnologie (1960-1975)(1983-1988).[14]